# Max Lehrs

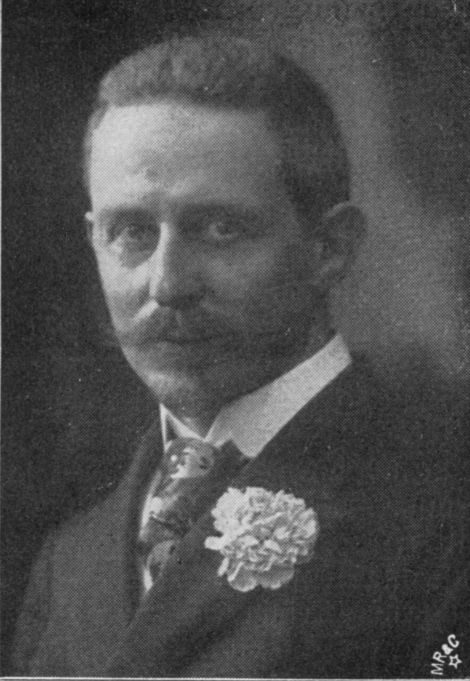
Max Lehrs, ca. 1904

Max Peter Lehrs (* 24. Juni 1855 in Berlin; † 12. November 1938 in Dresden) war ein deutscher Kunsthistoriker und langjähriger Direktor des Dresdner Kupferstich-Kabinetts.

## Leben und Wirken
Max Lehrs wurde 1855 als Sohn des Berliner Wollhändlers Philipp Lehrs (1826–1865) und Margarete, geb. Berend (1834–1919) in Berlin geboren. Sein Vater weckte in ihm bereits früh das Kunstinteresse, da er eine Kupferstichsammlung besaß.
Lehrs war zunächst von 1873 bis 1880 im Buch- und Kunsthandel tätig und 1880 kurzzeitig Bibliothekar am Schlesischen Museum in Breslau. Seit 1883 arbeitete er für die Dresdner Museen. Zunächst Direktorialassistent von Karl Woermann an der Dresdner Gemäldegalerie, wurde er 1895 (1896?) Assistent am dortigen Kupferstich-Kabinetts, wechselte von 1904 bis 1908 als Direktor an das Kupferstichkabinett in Berlin, um anschließend bis zu seiner Pensionierung 1923 (1924?) wieder in Dresden als Direktor des Kupferstich-Kabinetts tätig zu sein. Lehrs förderte junge Künstler und setzte sich frühzeitig für das Sammeln, Ausstellen und Erforschen der Plakatkunst und der Fotografie ein. Ihm wurde der Titel „Geheimer Rat“ verliehen. Lehrs spezialisierte sich frühzeitig auf Graphik und gab zahlreiche Publikationen zu dieser Thematik heraus, z. B. 1887 einen Katalog der im Germanischen Museum befindlichen deutschen Kupferstiche des 15. Jahrhunderts. 
Seit Hauptwerk bildet jedoch die Geschichte und kritischer Katalog des deutschen, niederländischen und französischen Kupferstichs im 15. Jahrhundert, die in 9 Bänden von 1908 bis 1934 erschien. 

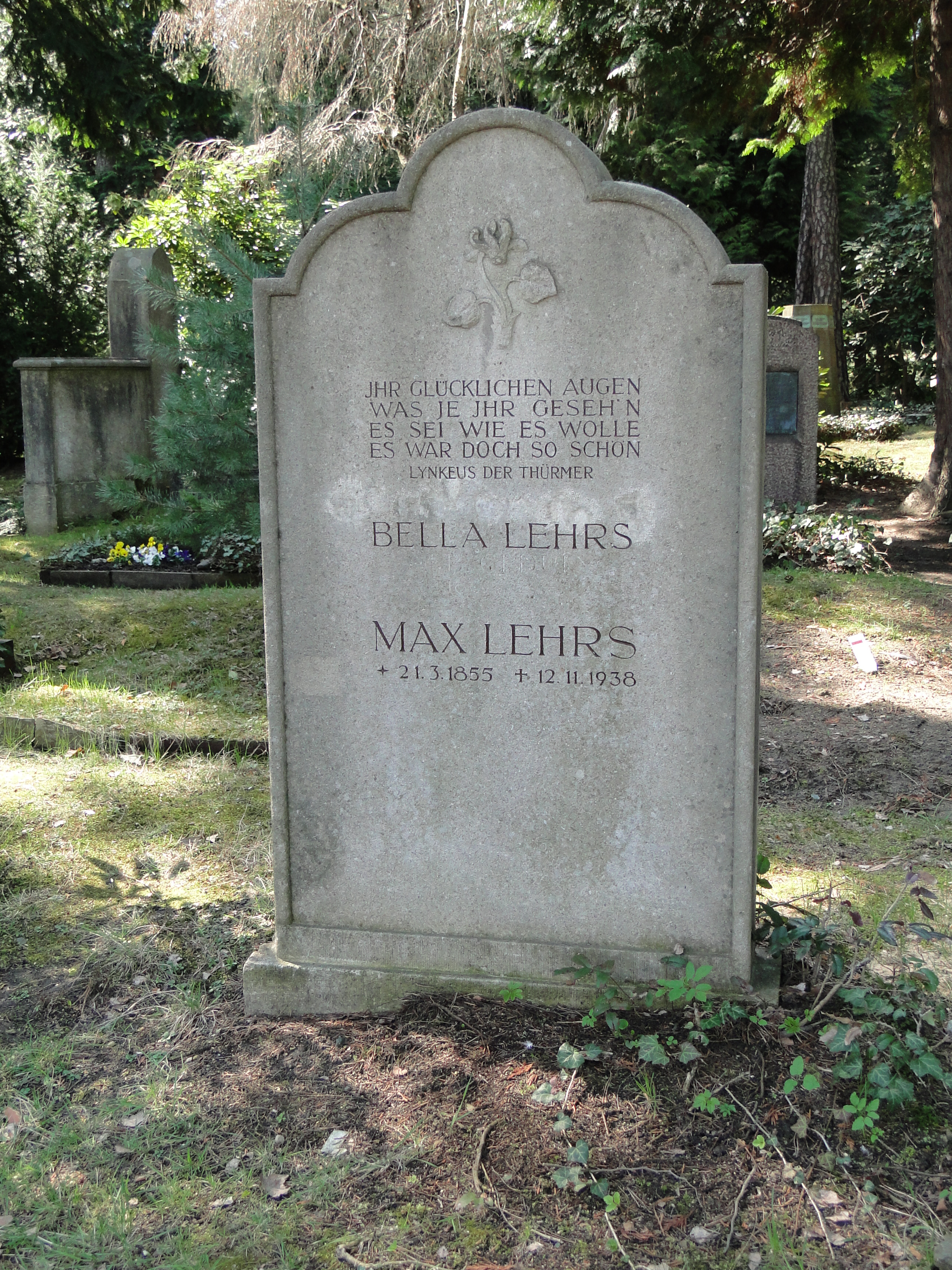
Grab von Max Lehrs auf dem Urnenhain Tolkewitz

Mit seiner Gattin Isabella (genannt Bella), geb. Geduly, die er um 1880 heiratete, führte Lehrs in Dresden ein sehr gastfreundliches Haus. Das 1883 begonnene Gästebuch, das sich in seinem Teilnachlass in der Bayerischen Staatsbibliothek München erhalten hat, trägt den scherzhaften Titel GRAND HOTEL LEHRS. Eine Fülle von prominenten Namen aus Kunst und Kultur findet sich hier unter den Einträgen der Besucher, unter vielen anderen Hans Thoma, Max Klinger, Heinrich Vogeler, Koloman Moser oder Käthe Kollwitz und immer wieder Emil Orlik. Erstaunlich sind auch die vielen Eintragungen von Tänzerinnen der Zeit, darunter Grete Wiesenthal und ihre Schwestern, Clotilde von Derp, Sent M’Ahesa, Gertrud Falke oder Mary Wigman.
Max Lehrs verstarb 1938 und wurde im Urnenhain Tolkewitz beigesetzt.
Verdienste um die künstlerische Fotografie
Lehrs begann 1899 mit dem Aufbau einer eigenen Abteilung künstlerischer Fotografie, da er erkannt hatte, dass diese seit der Entwicklung der unterschiedlichen Drucktechniken im 16. Jahrhundert das wichtigste neue Verfahren zur Erzeugung von künstlerischen Bildnissen war und somit in den Sammlungsbereich eines Kunstmuseums zählte. Durch sein Engagement wurde das Dresdner Kupferstich-Kabinett zur ersten öffentlichen Kunstsammlung in Deutschland, welche die Fotografie zum Sammlungsgegenstand erhob.
Verdienste um den künstlerischen Tanz
Seine Freundschaft zu Hugo Erfurth steht in direkter Verbindung zu Lehrs’ Förderung des modernen künstlerischen Tanzes. Lehrs schrieb diverse Aufsätze über Tänzerinnen wie die Geschwister Wiesenthal und betätigte sich sogar als Impresario für sie. Die Vierteljahresausstellung Oktober bis Dezember 1913 und den zugehörigen Katalog widmete er dem Thema Tanz und Tänzerin.

## Veröffentlichungen (Auswahl)
- Katalog der im Germanischen Museum befindlichen deutschen Kupferstiche des 15. Jahrhunderts.  Nürnberg 1887 (Digitalisat).
- Geschichte und kritischer Katalog des deutschen, niederländischen und französischen Kupferstichs im 15. Jahrhundert. 9 Text- und Tafelbände. Wien 1908–1935 (Digitalisat).